# Lucien Désiré Joseph Courchet
Lucien Désiré Joseph Courchet ( 1851 - 1924 ) fue un botánico francés.

## Algunas publicaciones
- Contribution a I'etude du genre Cinnamonna H. Baillon.
- Gagnepain, f.; l.d.j. Courchet. 1915. Flore generale de l'Indo-Chine. Publicado bajo la dirección de H. Lecomte. Paris, Masson.

- La abreviatura «Courchet» se emplea para indicar a Lucien Désiré Joseph Courchet como autoridad en la descripción y clasificación científica de los vegetales.[1]

- «Lucien Désiré Joseph Courchet». Índice Internacional de Nombres de las Plantas (IPNI). Real Jardín Botánico de Kew, Herbario de la Universidad de Harvard y Herbario nacional Australiano (eds.).
- Wikispecies tiene un artículo sobre Lucien Désiré Joseph Courchet.

- Datos: Q5982169
- Especies: Lucien Désiré Joseph Courchet

1. ↑  Todos los géneros y especies descritos por este autor en IPNI.